# Rue des Chapelains
La rue des Chapelains est une rue ancienne du centre de Liège reliant la rue Saint-Gilles à la place Saint-Christophe.

## Odonymie
Un chapelain ou aumônier est un prêtre chargé d'une chapelle ou d'une paroisse non liée à une église. Les chapelains du Béguinage Saint-Christophe avaient leur résidence dans cette rue.

## Situation et description
Cette courte rue pavée mesure approximativement 35 mètres. Elle applique un sens unique de circulation automobile de la rue Saint-Gilles vers la place Saint-Christophe. Elle se situe au sud de l'église Saint-Christophe.

## Patrimoine
Deux immeubles de la rue sont repris à l'inventaire du patrimoine culturel immobilier de la Wallonie :
- la maison en brique sise au no 3 a été bâtie au cours du XVIIe siècle ; elle possède des baies avec encadrements en pierre de taille sur deux niveaux et des bandeaux en pierre calcaire[1],
- l'immeuble avec façade en pignon situé aux nos 5 et 7 a été construit pendant le troisième quart du XVIIIe siècle ; les quatre baies du rez-de-chaussée (deux portes et deux fenêtres) sont surmontées de linteaux en pierre de taille avec clé de voûte[2].

## Voies adjacentes
- Rue Saint-Gilles
- Place Saint-Christophe